# Якубув (гміна Блендув)
Якубув (пол. Jakubów) — село в Польщі, у гміні Блендув Груєцького повіту Мазовецького воєводства.
Населення — 103 особи (2011).
У 1975-1998 роках село належало до Радомського воєводства.

## Демографія
Демографічна структура станом на 31 березня 2011 року:
|          | Загалом | Допрацездатний вік | Працездатний вік | Постпрацездатний вік |
| -------- | ------- | ------------------ | ---------------- | -------------------- |
| Чоловіки | 52      | 12                 | 36               | 4                    |
| Жінки    | 51      | 8                  | 36               | 7                    |
| Разом    | 103     | 20                 | 72               | 11                   |